# Giro della Provincia di Reggio Calabria 1985
Il Giro della Provincia di Reggio Calabria 1985, quarantaseiesima edizione della corsa, si svolse il 23 marzo 1985 su un percorso di 229,9 km, con partenza e arrivo a Reggio Calabria. La vittoria fu appannaggio dell'italiano Silvano Riccò, che completò il percorso in 5h51'15", alla media di 39,271 km/h, precedendo i connazionali Palmiro Masciarelli ed Ennio Salvador.

## Ordine d'arrivo (Top 10)
| Pos. | Corridore            | Squadra                         | Tempo    |
| ---- | -------------------- | ------------------------------- | -------- |
| 1    | Silvano Riccò        | Dromedario-Laminox-Fibok        | 5h51'15" |
| 2    | Palmiro Masciarelli  | Gis-Gelati                      | s.t.     |
| 3    | Ennio Salvador       | Ariostea                        | a 0'02"  |
| 4    | Luciano Rabottini    | Vini Ricordi-Pinarello-Sidermec | a 0'04"  |
| 5    | Davide Cassani       | Santini-Krups-Conti-Galli       | s.t.     |
| 6    | Erich Mächler        | Carrera-Inoxpran                | s.t.     |
| 7    | Francesco Cesarini   | Del Tongo-Colnago               | s.t.     |
| 8    | Jesper Worre         | Sammontana                      | s.t.     |
| 9    | Jørgen Vagn Pedersen | Carrera-Inoxpran                | s.t.     |
| 10   | Rolf Gölz            | Del Tongo-Colnago               | s.t.     |